# U-31号潜艇 (1914年)
陛下之31号潜艇是德意志帝国海军建造的一艘潜艇或称U艇。它由基尔的日耳曼尼亚船厂承建，于1914年1月7日下水，至同年9月18日交付使用。U-31号是在第一次世界大战海战期间服役的329艘德国潜艇之一，并参加了大西洋潜艇战役。1915年1月13日，U-31号驶向英格兰东南海岸附近的霍夫登作战区展开首次暨最后一次巡逻，从此便失去踪迹。包括艇长、海军中尉西格弗里德·瓦亨多夫在内的35名船员全部遇难。

## 设计
U-31号为双壳远洋潜艇，在尺寸上类似于U-23至U-30型，仅在推进和速度上略有不同。德意志帝国海军将其视为非常优秀的公海舰艇，具有适中的机动性和良好的水面掌舵能力。
艇只的全长和耐压壳体长分别为64.70米和52.36米；舷宽6.32米，当中的耐压壳体宽为4.05米；有7.68米的总高和3.56米的吃水深度。艇只的总排水量达971吨；其中水上为685吨，水下为878吨。
U-31号搭载有可在水上使用的两台日耳曼尼亚六缸二冲程柴油发动机，总功率为1,850匹公制馬力（1,361千瓦特）；以及可在水下使用的西门子-舒克特电动机，总功率为1,200匹公制馬力（883千瓦特）。这些发动机用以驱动双轴、每根轴各一个的直径1.6米长螺旋桨，从而使艇只在水上的最高速度达16.4節（30.4每小時），在水下的最高航速为每小时9.7節（18.0每小時）。它可以8節（15每小時）的速度在水上巡航8,790海里（16,280），或以5節（9.3每小時）的速度在水下巡航80海里（150）。艇只的潜航深度为50米。
艇只装备了四具直径为500毫米的鱼雷发射管，其中艏、艉各两具，并可携带合共6枚鱼雷。其标准船员编制为4名军官和31名水兵。

## 历史
U-31号是由德意志帝国海军于1912年3月29日向基尔的日耳曼尼亚船厂订购。它自1912年10月12日开始铺设龙骨，1914年1月7日下水，至同年9月18日交付使用。其首任暨唯一一任艇长为海军中尉西格弗里德·瓦亨多夫。
在第一次世界大战期间，U-31号仅进行过一次不完整的敌对航行，并未取得任何战果：1915年1月13日，U-31号驶向英格兰东南海岸附近的霍夫登作战区展开首次暨最后一次巡逻，从此便失去踪迹。包括艇长、海军中尉西格弗里德·瓦亨多夫在内的35名船员全部遇难。
2012年9月，受苏格兰电力和瓦腾福委托，为建设海上风电场做准备的荷兰勘探公司辉固利用声呐技术在距离诺福克海岸约55英里（89）处的30米深海底意外发现了一艘沉船。起初，人们以为这是在第二次世界大战期间失踪的荷兰潜艇O-13号。然而，直至2015年9月9日，根据荷兰打捞队潜水员对沉船的拍摄、以及从舰桥内打捞出来的一块标有“SM U 31”字样的金属牌匾，该残骸才被正式确认为U-31号。
根据水下考古学家马克·邓克利（Mark Dunkley）的说法，可以假设U-31号是因触发水雷而被摧毁，并连同35名船员一同沉入海底。发现潜艇的地方如今已被列为法定战争公墓，规划中的风力发电场则将改建他处。

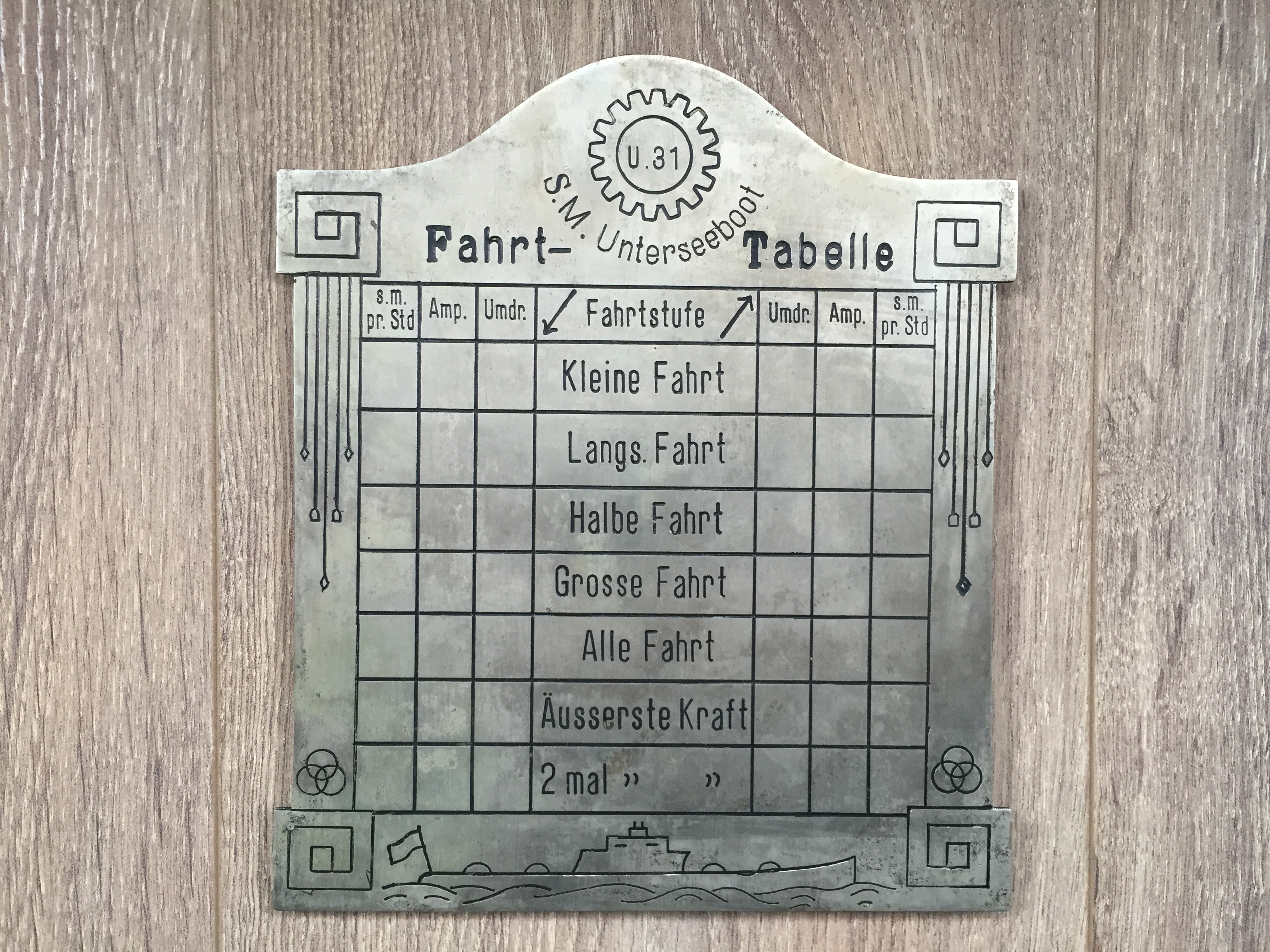
从残骸中找到的航行表，由此辨认出沉船身份
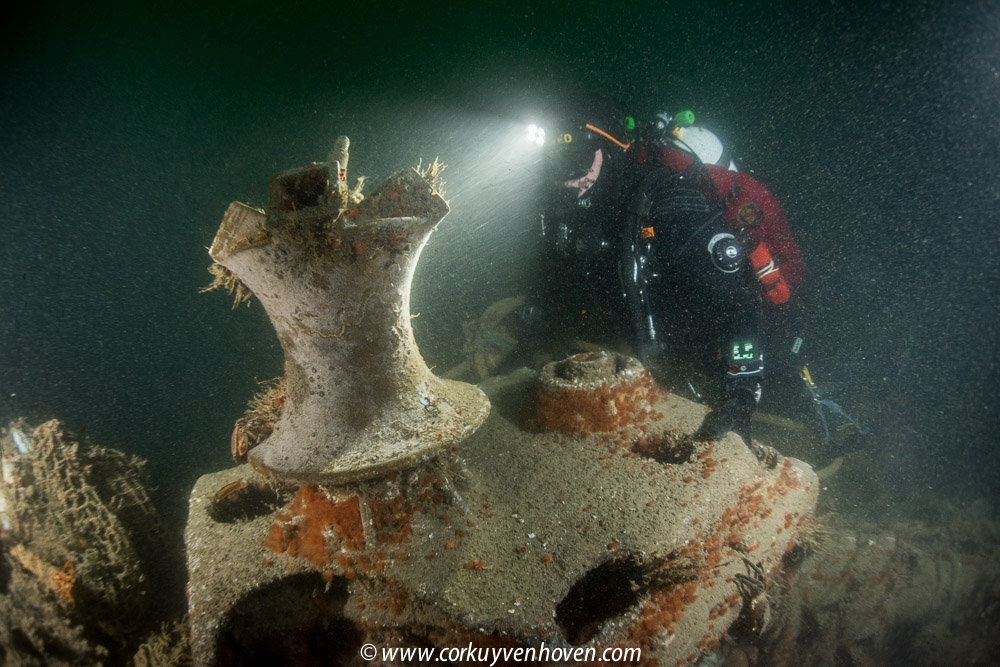
沉船遗迹

## 脚注
1. ↑  Helgason, Guðmundur. . German and Austrian U-boats of World War I - Kaiserliche Marine - Uboat.net.   [16 March 2015].
2. 1 2 3 4 5  Gröner，第6頁.
3. ↑  Herzog，第67頁.
4. ↑  Kemp，第11頁.
5. ↑  . bbc.com. 2016-01-21  [2016-01-23]. （原始内容存档于2021-06-29）.
6. ↑  . scottishpowerrenewables.com.   [2016-01-21].
 （页面存档备份，存于） .   [2021-06-23]. 原始内容存档于2016-04-23.
7. ↑  . The Guardian. 2016-01-21  [2016-01-21]. （原始内容存档于2021-06-28）.
8. ↑  . dpa.de. 2016-01-22  [2016-01-22]. （原始内容存档于2016-01-22）.
9. ↑  . Spiegel Online. 2016-01-22  [2021-06-24]. （原始内容存档于2021-01-21）.
10. ↑  Emily Gosden. . Daily Telegraph. 2016-01-20  [2016-01-23]. （原始内容存档于2016-01-23）.
11. ↑  Ralf Bagner. . spiegel.de. 2016-01-22  [2016-01-23]. （原始内容存档于2016-01-29）.
12. ↑  Johann Althaus. . welt.de. 2016-01-22  [2016-01-23]. （原始内容存档于2016-12-01）.